# Henk Vos
Pour les articles homonymes, voir Vos.
Henk Vos, né le 5 juin 1968, est un footballeur international néerlandais.

## Biographie
Le Néerlandais a souvent été décisif dans des saisons difficiles.

## Clubs successifs
- 1984-1985 : RBC Roosendaal -  Pays-Bas
- 1985-1986 : PSV Eindhoven -  Pays-Bas
- 1986-1987 : Willem II Tilburg -  Pays-Bas
- 1987-1988 : PSV Eindhoven -  Pays-Bas
- 1988-1989 : Germinal Beerschot A. -  Belgique
- 1989-1990 : Standard de Liège -  Belgique
- 1990-1991 : FC Metz -  France
- 1991-1993 : Standard de Liège -  Belgique
- 1993-1996 : FC Sochaux -  France
- 1996-1999 : Feyenoord Rotterdam -  Pays-Bas
- 1999-2000 : FC Den Bosch -  Pays-Bas
- 2000-2003 : RBC Roosendaal -  Pays-Bas
- 2003-2004 : NAC Breda -  Pays-Bas
- 2004-2005 : TOP Oss -  Pays-Bas
- 2005 : KFC Nieuwmoer -  Belgique
- 2005 : Germinal Beerschot A. -  Belgique
- 2005-2006 : KRC Malines -  Belgique
- 2005-2007 : RBC Roosendaal -  Pays-Bas

## Palmarès
2 Coupes de Belgique: Standard de Liège (1993), GB Anvers (2005)

## Source
- Marc Barreaud, Dictionnaire des footballeurs étrangers du championnat professionnel français (1932-1997), l'Harmattan, 1997.